# Feleti Teo

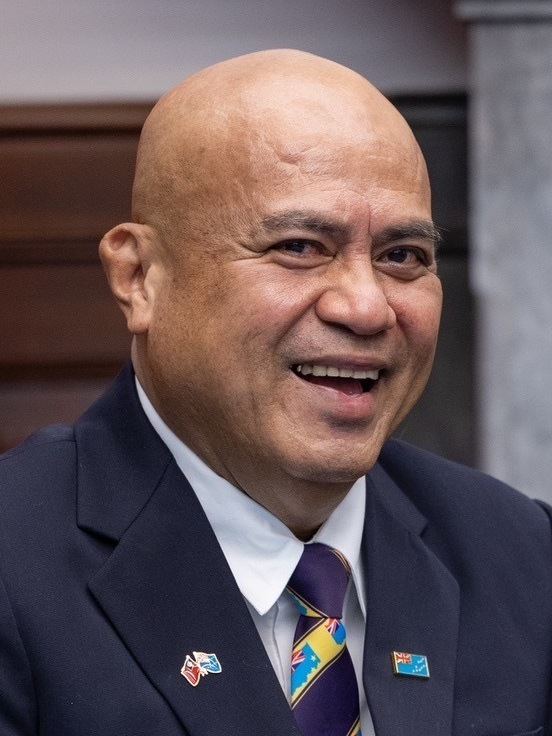
Feleti Teo (2024)

Feleti Penitala Teo OBE  (* 9. Oktober 1962) ist ein Politiker und Jurist aus Tuvalu, der seit dem 26. Februar 2024 als 14. Premierminister von Tuvalu amtiert. Er wurde bei den Parlamentswahlen 2024 in das Parlament von Tuvalu gewählt. Zuvor war er Exekutivdirektor der Western and Central Pacific Fisheries Commission (Fischereikommission für den westlichen und mittleren Pazifik) (WCPFC).

## Leben
Teo ist der Sohn von Sir Fiatau Penitala Teo, der zum ersten Generalgouverneur von Tuvalu (1978–1986) nach der Unabhängigkeit vom Vereinigten Königreich ernannt wurde.
Feleti Teo erwarb einen Bachelor of Laws an der University of Canterbury in Christchurch, Neuseeland, und einen Master of Laws in öffentlichem Recht an der Australian National University in Canberra, Australien. 1986 wurde er als erster Tuvaluaner als Rechtsanwalt zugelassen und erhielt die Zulassung als Barrister und Solicitor des High Court of New Zealand.
Im Dezember 2014 wurde er auf der 11. regulären Tagung der WCPFC in Apia, Samoa, zum Exekutivdirektor der Fischereikommission für den westlichen und mittleren Pazifik (WCPFC) ernannt und blieb in dieser Funktion bis Dezember 2022. Im Jahr 2008 war er amtierender Generalsekretär des Pacific Islands Forum. Teo war außerdem Generalstaatsanwalt von Tuvalu (1991–2000) und Generaldirektor der Forum Fishery Agency (2000–2006).
Teo wurde 2013 für seine Verdienste um die Regierung zum Officer of the Order of the British Empire (OBE) ernannt.
Teo wurde am 26. Februar 2024 zum Premierminister ernannt, nachdem er vom Parlament ohne Gegenkandidaten gewählt worden war.